# Khu bảo tồn Vườn quốc gia Amami Guntō
Quốc lập Vườn quốc gia Quần đảo Amami  (奄美群岛国定公园?) là một Khu bảo tồn Vườn quốc gia ở quần đảo Amami, phía nam Kyushu, tỉnh Kagoshima, Nhật Bản. Nó được thành lập vào ngày 15 tháng 2 năm 1974 và có diện tích 78,61 km 2 (30,35 sq mi).